# 万字線
万字線（まんじせん）は、かつて日本国有鉄道（国鉄）が運営していた鉄道路線（地方交通線）である。北海道炭礦鉄道が開発した万字炭鉱からの石炭輸送を目的として敷設された。
北海道岩見沢市の志文駅で室蘭本線から分岐し、空知郡栗沢町（現在の岩見沢市栗沢町）の万字炭山駅までを結んでいたが、1980年（昭和55年）の日本国有鉄道経営再建促進特別措置法（国鉄再建法）施行を受けて第1次特定地方交通線に指定され、1985年（昭和60年）4月1日に全線廃止となった。
すべての旅客列車は、旅客営業開始当初の大正時代と、それ以後は臨時列車を除いて、志文駅の隣にある室蘭本線の岩見沢駅を起点として運転されていた。臨時列車については、上志文駅近くの「萩の山市民スキー場」のアクセスのために、「上志文スキー号」が札幌 - 上志文間で運行されたことがある。

## 歴史
万字線は、線名の由来である万字炭鉱から産出される石炭の積み出しのため軽便鉄道法を準用し、万字軽便線（まんじけいべんせん）として1914年（大正3年）に全線が開業した。万字線の開通は沿線の開発を促進し、美流渡炭鉱や朝日炭鉱など多くの炭鉱が生まれ、石炭輸送で大いに活況を呈することとなった。
しかし第二次世界大戦以降のエネルギー革命の中、炭鉱の閉山により次第に寂れ1978年（昭和53年）には貨物営業を廃止。1980年に国鉄再建法が成立すると第1次特定地方交通線に指定され、1985年に廃止された。
- 1903年（明治36年）北海道炭礦鉄道は万字炭鉱を取得、同時に万字炭鉱までの路線免許を申請して仮免許を受ける。しかし後の鉄道国有法成立により敷設せずに終わる[9]。
- 1914年（大正3年）11月11日 鉄道院により志文 - 万字炭山間 (23.8 km) を万字軽便線として開業（万字 - 万字炭山間 (1.5 km) は貨物営業のみ）[1][10]。上志文駅・美流渡駅・万字駅・（貨）万字炭山駅を新設。
- 1919年（大正8年）11月11日 朝日駅を新設[11]。
- 1922年（大正11年）9月2日 万字線と改称[12]。
- 1924年（大正13年）9月1日 万字 - 万字炭山間の旅客営業を開始[13]。
- 1976年（昭和51年）- 万字炭鉱閉山、万字炭鉱労働組合解散[7]。
- 1978年（昭和53年）5月1日 貨物営業廃止[8][7]。
- 1981年（昭和56年）7月16日 運輸省、第1次特定地方交通線として廃止承認[14]。
- 1985年（昭和60年）4月1日 全線廃止[3][4][15]。北海道中央バスに転換[4]。

## 路線データ
- 区間（営業キロ）：志文 - 万字炭山 23.8 km
- 駅数：6駅（起終点駅含む）
- 複線区間：なし（全線単線）
- 電化方式：全線非電化
- 閉塞方式：スタフ閉塞式
交換可能駅：なし（全線1閉塞）
- 有人駅：美流渡（上志文、朝日、万字、万字炭山は昭和50年代前半に無人化され、廃止まで簡易委託駅であった）
- 輸送密度:346（人/キロ）1980年度 [16]

## 駅一覧および接続路線
全駅北海道に所在。接続路線の事業者名・所在地は万字線廃止時（北星炭礦専用線は同鉄道廃止時）。廃止時全列車が直通していた岩見沢駅から記載。
- 累計営業キロは志文駅起点。
- ※：岩見沢駅 - 志文駅間は室蘭本線

| 路線名     | 駅名     | 営業キロ | 営業キロ                                        | 接続路線                       | 所在地   |
| 路線名     | 駅名     | 駅間     | 累計                                            | 接続路線                       | 所在地   |
| ---------- | -------- | -------- | ----------------------------------------------- | ------------------------------ | -------- |
| ※          | 岩見沢駅 | -        | 7.1                                             | 日本国有鉄道：函館本線、幌内線 | 岩見沢市 |
| ※          | 志文駅   | 7.1      | 0.0                                             | 日本国有鉄道：室蘭本線         | 岩見沢市 |
| 万字線     | 志文駅   | 7.1      | 0.0                                             | 日本国有鉄道：室蘭本線         | 岩見沢市 |
| 上志文駅   | 6.6      | 6.6      |                                                 |                                | 岩見沢市 |
| 朝日駅     | 5.6      | 12.2     |                                                 |                                | 岩見沢市 |
| 美流渡駅   | 3.7      | 15.9     | 北星炭礦美流渡礦専用鉄道 （1967年10月16日廃止） | 空知郡栗沢町 （現・岩見沢市）  |          |
| 万字駅     | 6.4      | 22.3     |                                                 | 空知郡栗沢町 （現・岩見沢市）  |          |
| 万字炭山駅 | 1.5      | 23.8     |                                                 | 空知郡栗沢町 （現・岩見沢市）  |          |

## 営業成績
| 年(昭和) | 輸送人員(人) | 貨物輸送量(トン) | 純収入1(円) | 営業係数 | 損益(百万円) |
| -------- | ------------ | ---------------- | ----------- | -------- | ------------ |
| 33       | 1,569,496    | 668,392          | 111,171,84  | 120      | △22          |
| 34       | 1,503,139    | 652.413          | 110,661,810 | 129      | △32          |
| 35       | 1,457,502    | 590,305          | 98,254,034  | 142      | △ 44         |
| 36       | 1,251,959    | 629,176          | 111,342,920 | 125      | △ 30         |
| 37       | 1,294,493    | 592,657          | 108,337,040 | 145      | △ 49         |
| 38       | 1,275,722    | 616,822          | 112,070,112 | 144      | △ 50         |
| 39       | 1,323,654    | 652,892          | 119,059,959 | 166      | △ 82         |
| 40       | 1,477,557    | 632,298          | 118,280,169 | 183      | △105         |
| 41       | 1,305,665    | 583,870          | 130,851,000 | N/A      | N/A          |
| 42       | 1,309,598    | 582,794          | 132,100,000 | N/A      | N/A          |
| 43       | 1,045,127    | 484,920          | 112,683,000 | N/A      | N/A          |
| 44       | 781,042      | 364,936          | 86,241,000  | N/A      | N/A          |
| 45       | 586,912      | 235,199          | 62,747,000  | 487      | △211         |
| 46       | 472,479      | 226,624          | 48,083,000  | 511      | △210         |
| 47       | 479,625      | 193,617          | 43,524,000  | 559      | △225         |
| 48       | 450,172      | 162,916          | 35,630,000  | 819      | △278         |
| 49       | 443,181      | 108,876          | 35,206,000  | 988      | △327         |
| 50       | 339,276      | 31,765           | 20,408,000  | 1715     | △399         |
| 51       | 298,073      | 7,196            | 16,662,000  | 2154     | △392         |
| 52       | 239,475      | 221              | 15,998,000  | 2422     | △398         |
| 53       | 187,726      | 0                | 13,554,000  | N/A      | △258         |
| 54       | 161,171      | 0                | 12,189,000  | 1087     | △337         |
| 55       | 145,462      | 0                | 12,039,000  | 2598     | △380         |
| 56       | 123,297      | 0                | 12,651,000  | 2773     | △413         |
| 57       | 112,960      | 0                | 12,784,000  | 2807     | △422         |
| 58       | 110,795      | 0                | 13,580,000  | 2983     | △445         |

## 代替バス

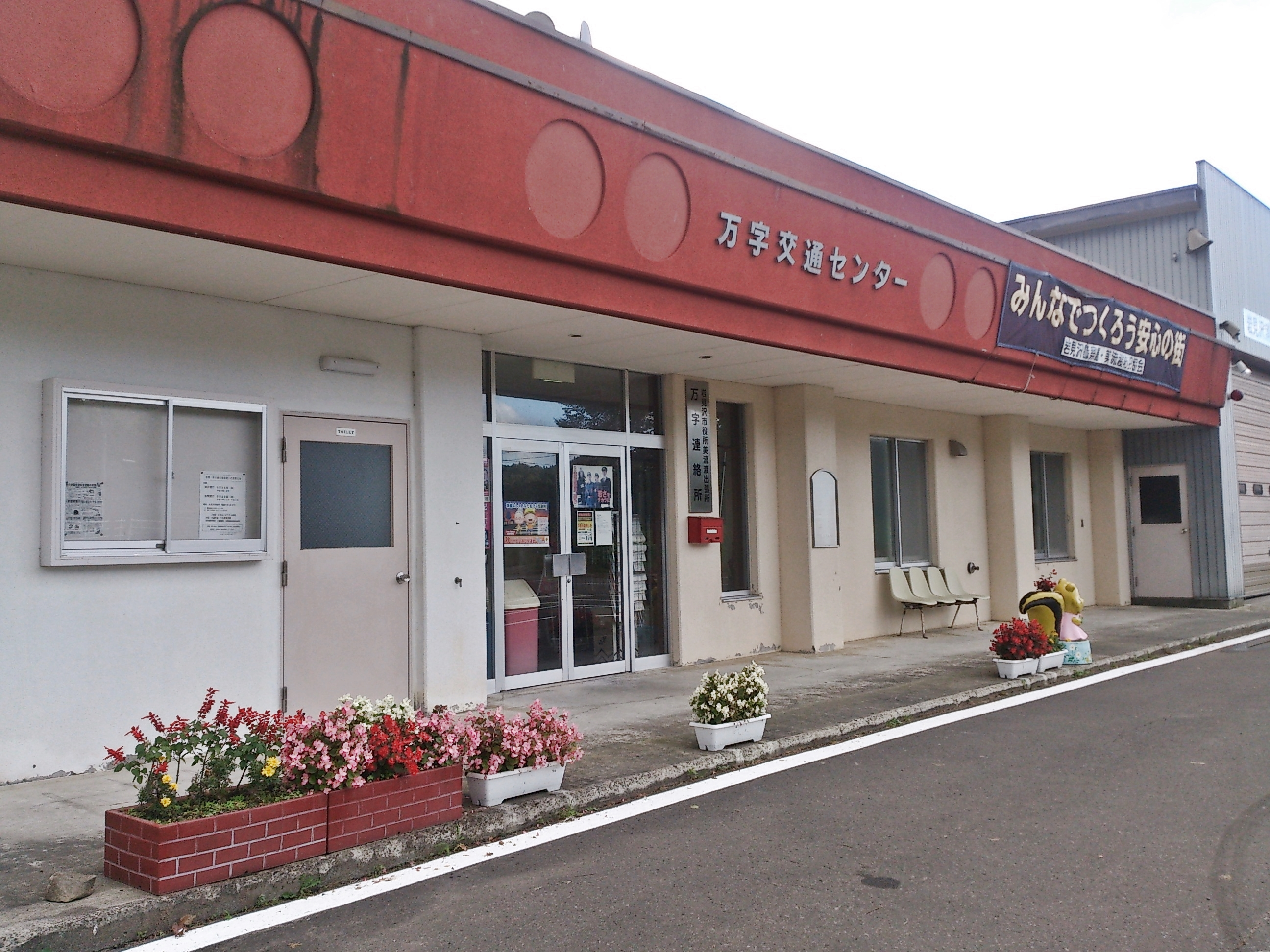
万字交通センター

路線廃止後、代替として並行するバス路線の増発などが行われた。詳細は「北海道中央バス岩見沢営業所」を参照。
代替バスは北海道中央バス岩見沢ターミナル（岩見沢駅） - 道道夕張岩見沢線 - 万字簡易郵便局間で運行され、志文駅付近は経由していなかった。
また、これとは別に、鉄道廃止に伴って、栗沢町が栗沢町スポーツ公園、町役場、町立病院等と万字を結ぶルートで無料の福祉バスの運行を開始し、2006年の岩見沢市との合併後も市営バス万字線として継続して運行された。
2008年4月1日のダイヤ改正にて北海道中央バスが毛陽交流センター - 万字簡易郵便局（現・万字バス待合所）間から撤退し、同区間は岩見沢市が市営バス万字線の区間便を増便して対応した。
さらに2022年4月1日のダイヤ改正にて北海道中央バス万字線が廃止（いわみざわ公園 - 毛陽交流センター間廃止、いわみざわ公園線に名称変更）、市営バス万字線も廃止され、同日より日の出交通による「東部丘陵線コミュニティバス」が、岩見沢駅 - 万字待合所間でジャンボタクシー車両により運行を開始した。

### 北海道中央バス万字線
2004年4月1日時点
- 岩見沢ターミナル - 教大前 - グリーンランド - 毛陽交流センター - 万字簡易局前
  - 平日：岩見沢発4本、万字発5本、土日祝日：岩見沢発4本、万字発3本
- 岩見沢ターミナル - 教大前 - グリーンランド - 毛陽交流センター
  - 平日：10往復、土日祝日：5往復

2006年4月1日時点
- 岩見沢ターミナル - 教大前 - グリーンランド - 毛陽交流センター - 万字簡易局前
  - 平日：岩見沢発3本、万字発4本、土日祝日：岩見沢発3本、万字発2本
- 岩見沢ターミナル - 教大前 - グリーンランド - 毛陽交流センター
  - 平日：岩見沢発7本、毛陽発6本、土日祝日：6往復

2021年12月1日時点
- 岩見沢ターミナル - 南が丘 - グリーンランド - 毛陽交流センター
  - 平日：岩見沢発7本、毛陽発8本、土日祝日：6往復

2022年4月1日廃止

### 栗沢町福祉バス → 岩見沢市営バス万字線
2002年12月1日時点
- 栗沢スポーツ公園 - 美流渡交通センター - 上美流渡（緑町） - 万字交通センター
  - 平日：2往復、土日祝祭日運休

2016年4月1日時点
- 市役所栗沢支所 - 美流渡交通センター - 美流渡緑町 - 毛陽交流センター - 万字バス待合所
  - 平日：2往復、日祝日運休
- 毛陽交流センター - 万字バス待合所
  - 平日：1往復、日祝日：2往復

2022年4月1日廃止

### 岩見沢市 東部丘陵線コミュニティバス
2022年4月1日時点
- 岩見沢駅 - 萩の山スキー場 - 栗沢工芸館 - 毛陽交流センター - 万字寿町 - 万字待合所
  - 平日：5往復、土休日および年末年始：4往復